# Ko Szamuj
Ko Szamuj  (thai: เกาะสมุย)  Thaiföldön a Thai-öböl Szamuj-szigeteinek része. A szigetcsoport Szuratthani közelében fekszik, és mintegy 80 szigetből áll, amelyek közül a legnagyobbak Ko Szamuj, Ko Phangan és a távolabb eső Ko Tao. (Ko vagy Koh jelentése: sziget)
A sziget gazdaságában korábban a mezőgazdaság és a halászat volt jellemző, napjainkban már a turizmus a meghatározó. Fő vonzerejét a kókuszpálmás homokos tengerpartjainak köszönheti.
Ko Szamuj az 1980-as évek vége felé kezdett népszerű lenni, ma már évi 1,5 millió turista érkezik ide. A sziget fokozatosan alakul át egy drága üdülőterületté.
A főszezon decembertől márciusig, illetve júliustól augusztusig tart. Ilyenkor az árak is magasabbak.
A három leghosszabb és egyben legjobban kiépített strand a Choeng Mon, Chaweng és a Lamai. Itt szörf- és csónak-kölcsönzésre is lehetőség van. A kisebb strandok általában olyanok mint egy képeslap, tiszta kék tenger, fehér homokos part, buja kókuszpálma-ültetvények.

## Éghajlata
Ko Szamuj éghajlata trópusi monszun, januártól áprilisig kevesebb mennyiségű csapadékkal.
| Hónap                                  | Jan. | Feb. | Már. | Ápr. | Máj. | Jún. | Júl. | Aug. | Szep. | Okt. | Nov. | Dec. | Év   |
| -------------------------------------- | ---- | ---- | ---- | ---- | ---- | ---- | ---- | ---- | ----- | ---- | ---- | ---- | ---- |
| Átlagos max. hőmérséklet (°C)          | 29,0 | 29,4 | 30,6 | 32,6 | 32,5 | 32,2 | 32,1 | 31,7 | 30,5  | 29,6 | 29,2 | 32,0 | 31,0 |
| Átlagos min. hőmérséklet (°C)          | 24,2 | 25,0 | 25,6 | 26,1 | 25,7 | 25,5 | 25,2 | 25,2 | 24,8  | 24,3 | 24,1 | 24,0 | 25,0 |
| Átl. csapadékmennyiség (mm)            | 86   | 54   | 81   | 83   | 156  | 124  | 116  | 111  | 122   | 310  | 507  | 210  | 1960 |
| Forrás: Thai Meteorological Department |      |      |      |      |      |      |      |      |       |      |      |      |      |

## Galéria

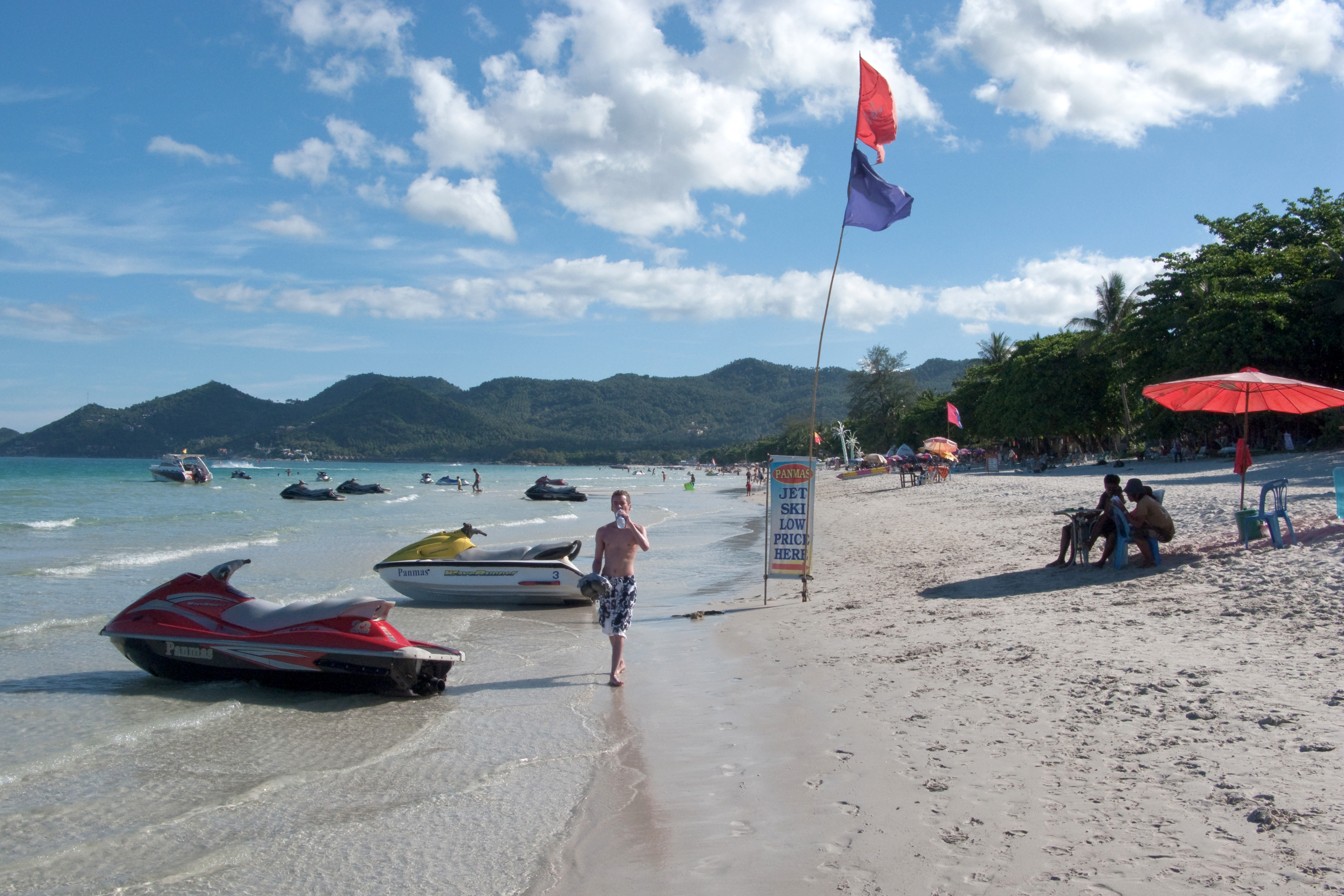
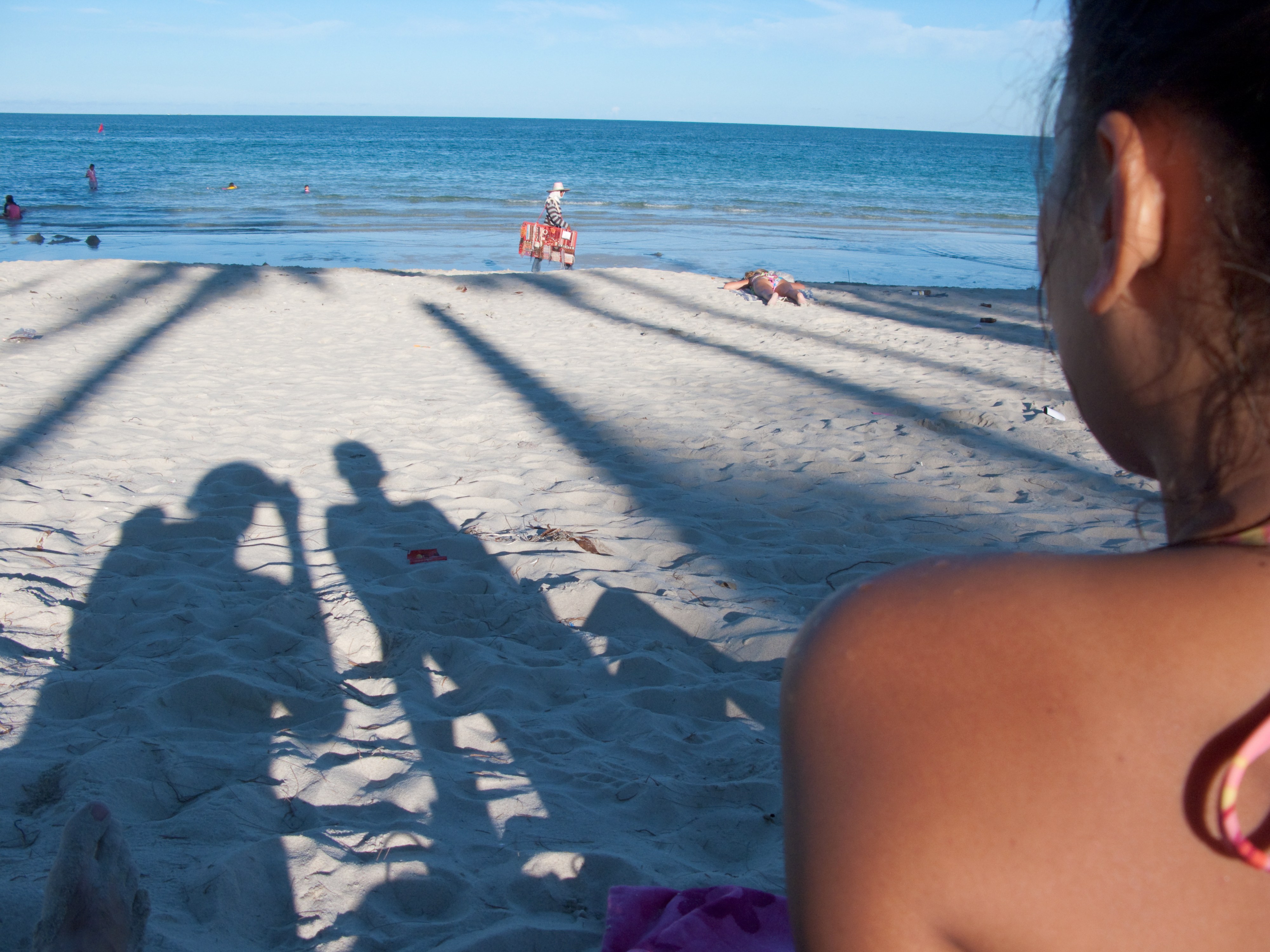
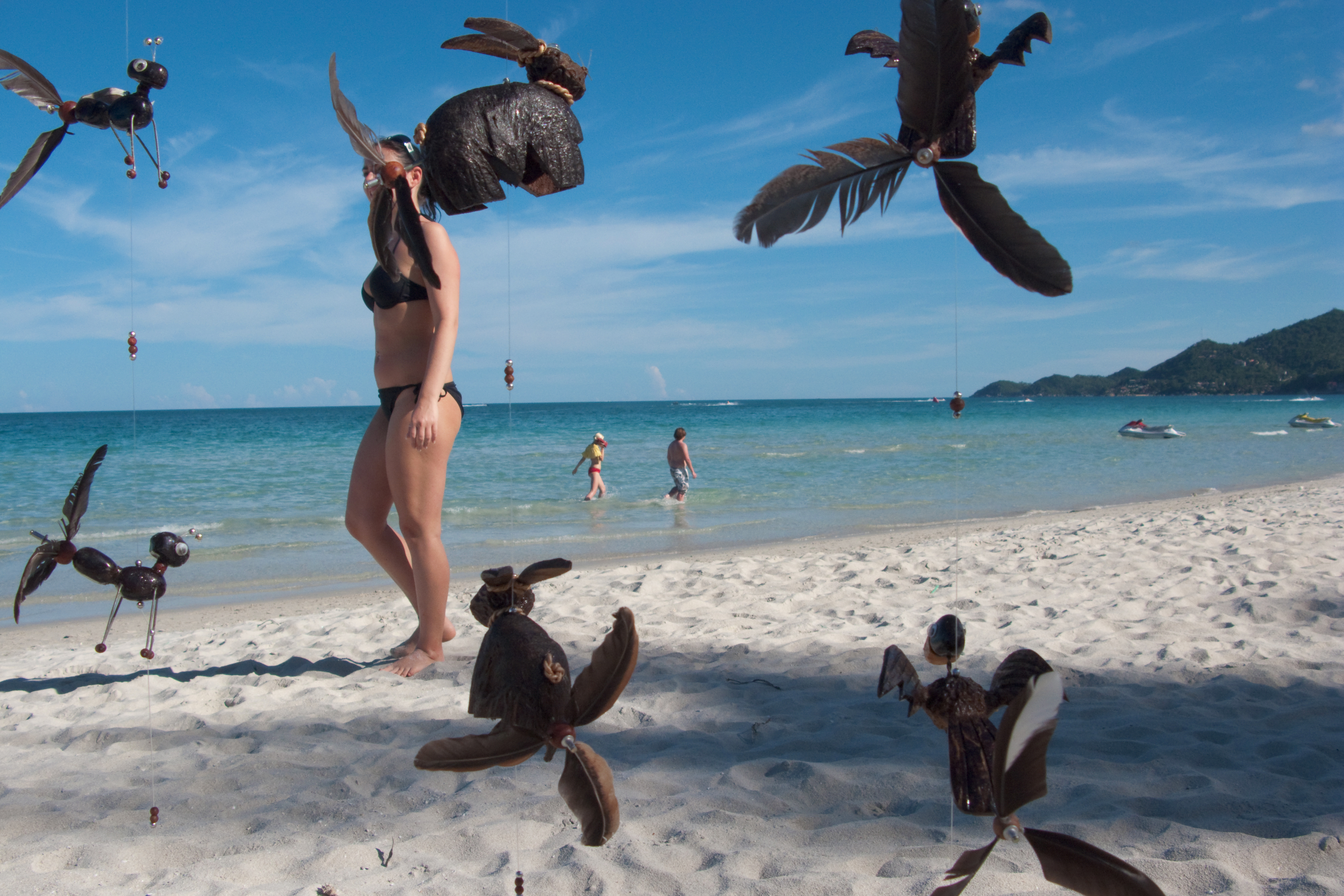
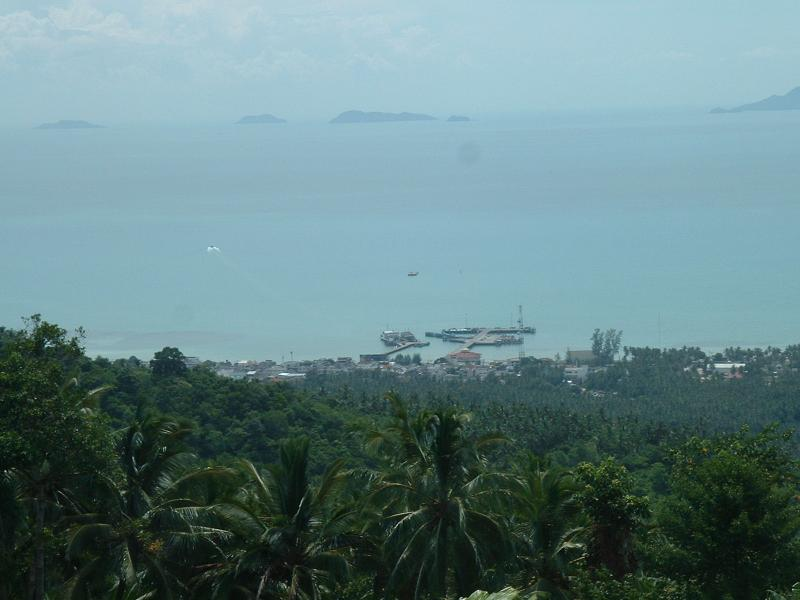
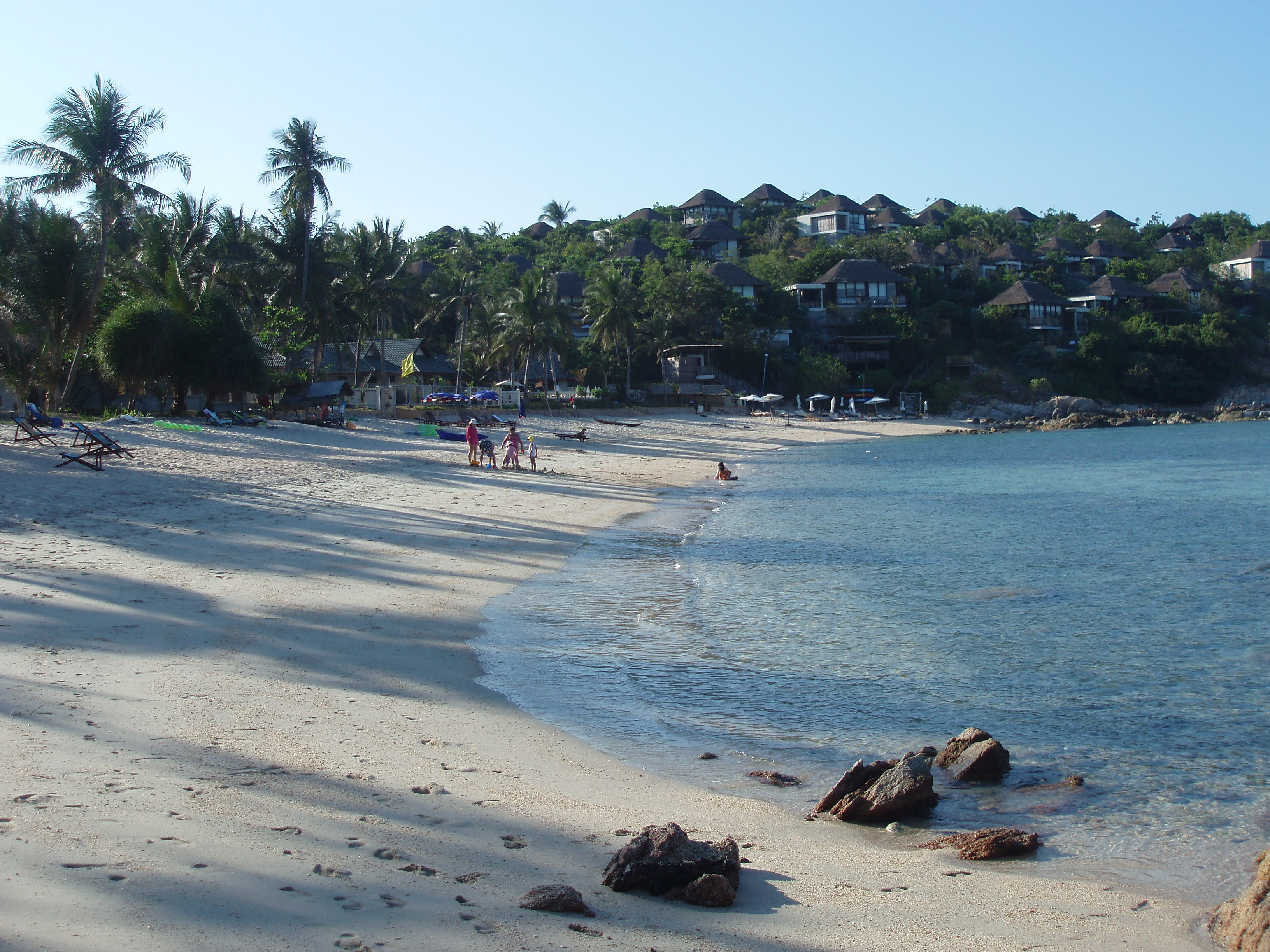
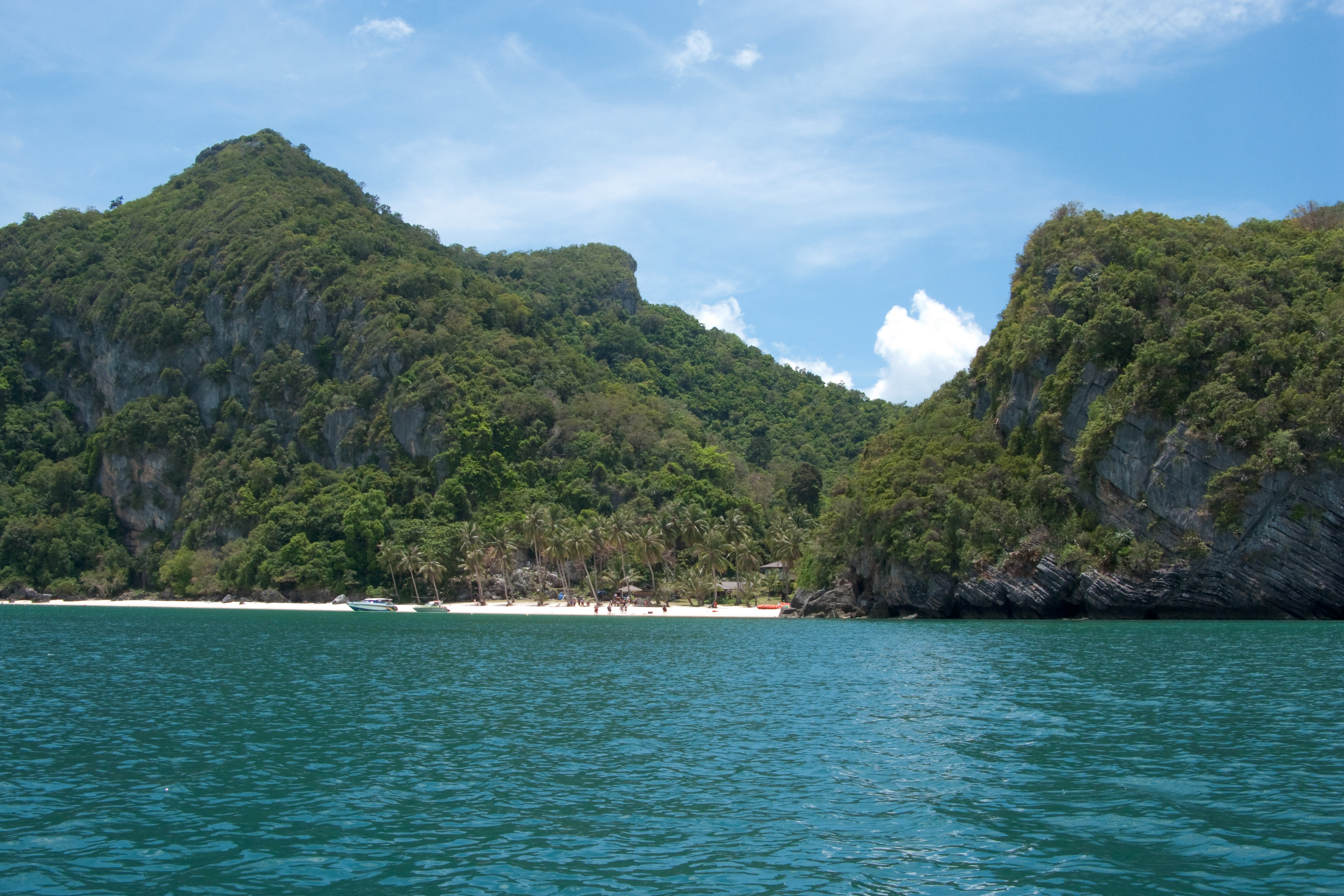
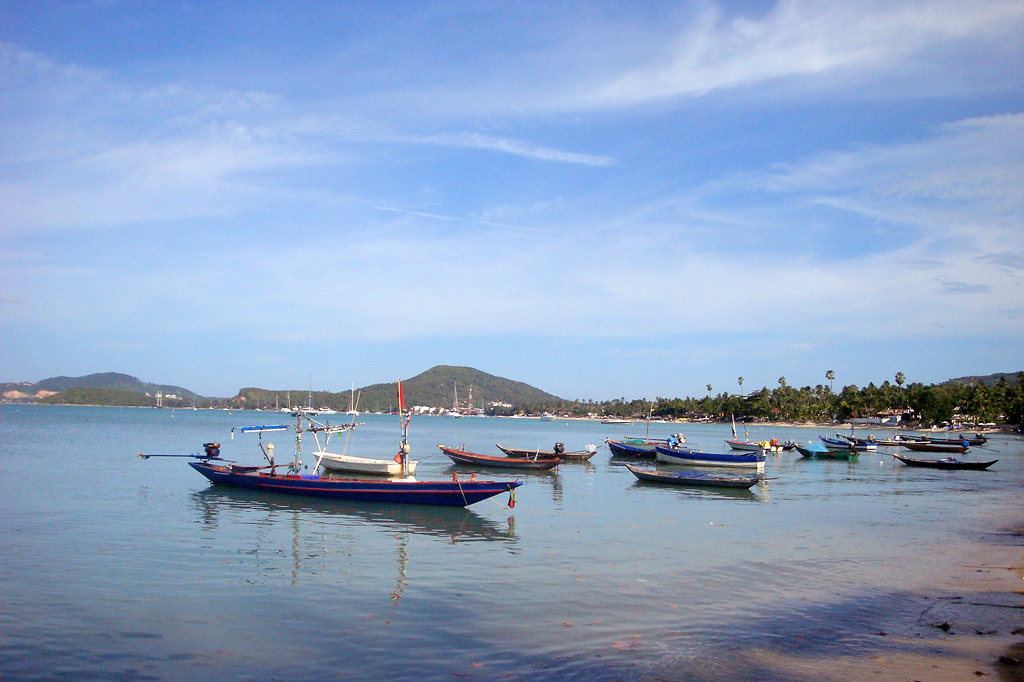
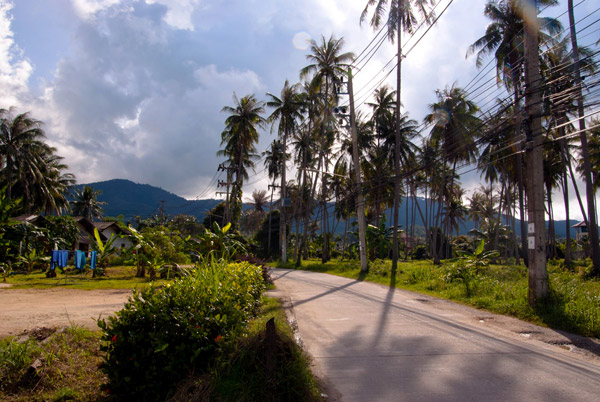
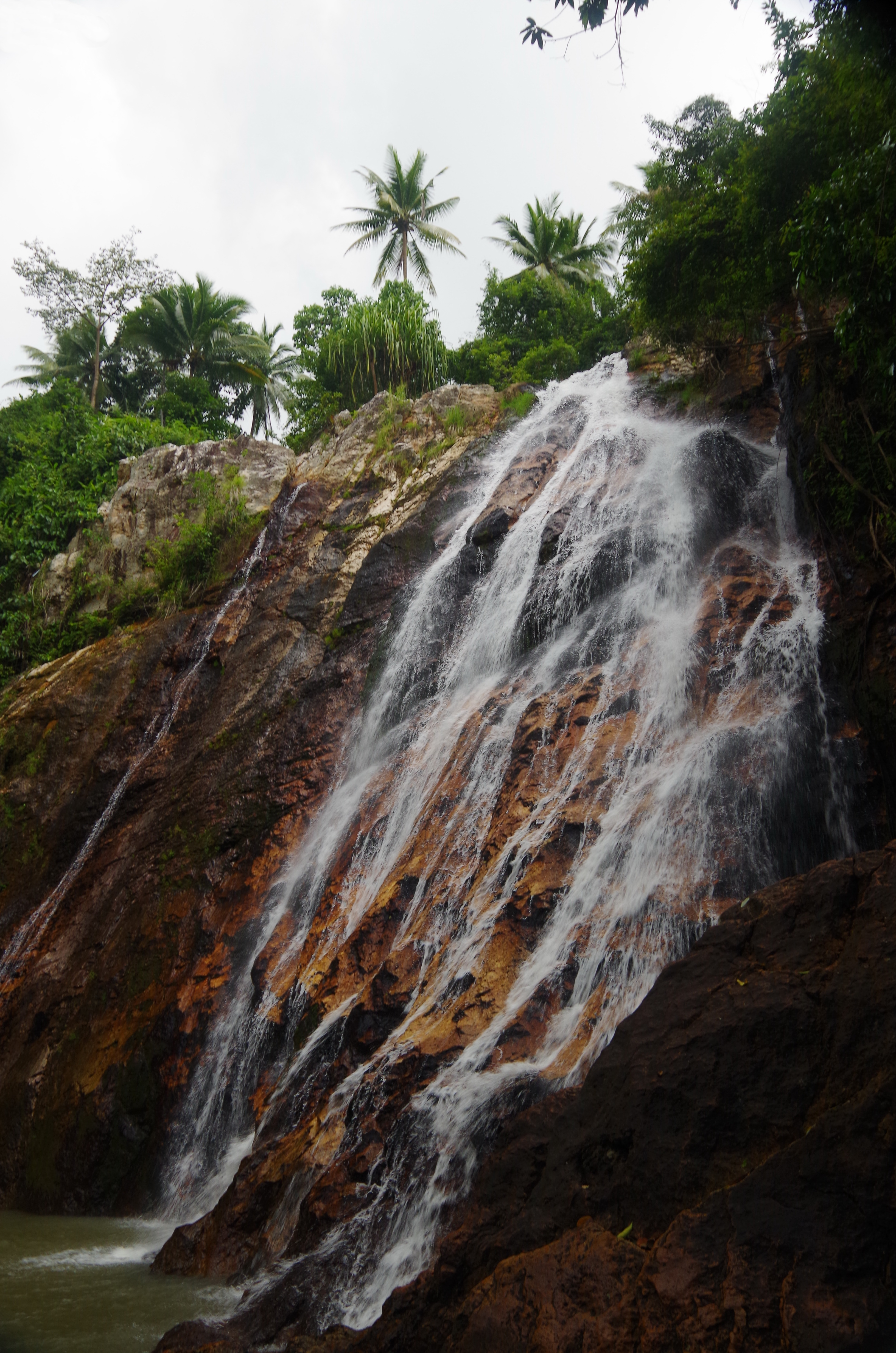